# Кіруна (аеропорт)
Аеропорт Кіруна (швед. Kiruna flygplats)(IATA: KRN, ICAO: ESNQ) — найпівнічніший аеропорт Швеції, розташований приблизно за 10 км від центру міста Кіруна. 
В 2018 році аеропорт обслужив 277 018 пасажирів.

## Авіалінії та напрямки, березень 2022
| Авіакомпанія          | Пункт призначення                                      |
| --------------------- | ------------------------------------------------------ |
| Eurowings             | Сезонно: Дюссельдорф (з 24 грудня 2022)                |
| Norwegian Air Shuttle | Стокгольм–Арланда                                      |
| Scandinavian Airlines | Стокгольм–Арланда, Умео Сезонний чартер: Лондон-Хітроу |
| Transavia             | Сезонний чартер: Амстердам                             |

## Пасажирообіг
Див. джерело запитів Вікіданих та джерела.